# 황천
황천(黃泉)은 한자 문화권에서 사람이 죽으면 가는 장소를 가리키는 말이다. 중국어에서 "황천"이란 "지하의 샘"을 의미하고, 그것이 변해 지하세계의 의미가 되었다. 한편 일본에서는 일본 고유어인 "요미"에 황천이라는 한자를 붙여서 황천을 "요미"(일본어: 黄泉)라고 읽게 되었다.

## 중국 신화
고대 중국인들은 지하에 망자의 세계가 있다고 생각했고 거기를 황천 또는 구천(九泉)이라고 불렀다. 황천의 어원은 고대로부터 여러 설이 있지만 모두 추측에 불과하며 진정한 어원은 모른다. 오행설에서 황색이 흙을 표상하기에 지하를 가리킨다는 설이 있지만, 오행설은 기원전 3세기 전국시대에 형성되었지만 황천이라는 말은 기원전 8세기 춘추시대 전기까지 거슬러 올라가기에 그 설명은 잘못이다. 황천이라는 표현은 한문 고전에 산적해 있고, 현대 중국에서도 일상적으로 사용되고 있다.

## 일본 기기신화

### 고사기 (古事記)

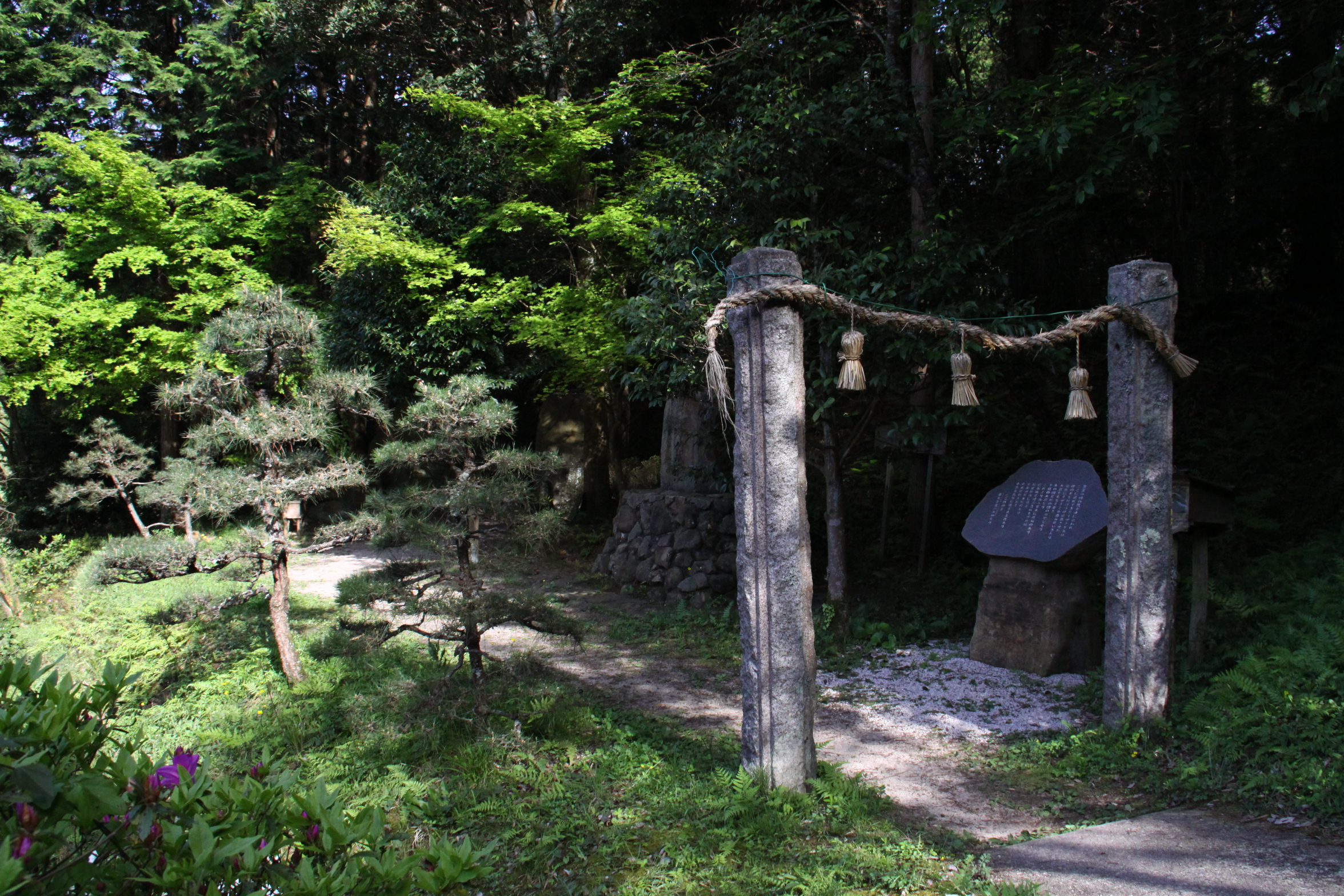
시마네 현 마쓰에 시 히가시 이즈모 정의 황천비량판.

《고사기》에서는 황천을 황천국(일본어: 黄泉國 요미노쿠니[*])이라고 하며, 마치 일본 어딘가에 실존하는 "국"인 것처럼 이야기된다. 황천국에는 출입구가 존재하며 그 출입구를 황천비량판이라고 하는데, 아시하라노 나카쓰국(葦原中国)와 관련이 있다고 한다. 이자나기는 죽은 아내 이자나미를 따라 이 길을 지나 황천국에 들어갔다. 그 뒤 《고사기》에는 네노카타스국(根の堅州国)라는 것이 나오는데, 이것과 황천국의 관계에 대해서는 언급이 없고, 소쿠쓰네노국과 황천국이 같은 것인지 여부는 또 설이 나뉜다. 또 《고사기》에서 황천비량판은 이즈모국에 존재하는 이부야판(일본어: 伊賦夜坂)이 바로 그것이다라고 하면서 현실의 공간에 비정시키고 있다.
逃來猶追到黄泉比良坂之坂本時
  도망쳐왔는데 오히려 다시 황천비량판의 사카모토에 다다랐다.
(명확한 해석 필요)

### 일본서기 (日本書紀)
《일본서기》에서는 네노카타쓰국이 네노국(根の国)이라는 이름으로 나온다. 《일본서기》에서도 《고사기》와 마찬가지로 황천국과 네노국이 여러 곳에 함께 언급되지만 양자의 관계는 막연하다.
그러나 《고사기》가 이나자미가 묻힌 땅을 이즈모에 비정하는 반면, 《일본서기》는 구마의 아리마 촌(有馬村)이라고 한다.
《일본서기》 제1서의 여섯 번째 주석에는 “요모쓰히라사카는 특정한 토지가 있는 것이 아니고 죽음의 순간을 말하는 것일까”라고 적혀 있는데, 이는 요모쓰히라사카라는 땅이 실존하지 않는다는 의미로 볼 수 있지만 동시에 “것일까”라는 식의 의문형으로 서술되어 역시 애매하다. 이는 고대 전승이 아니라 일본서기 편집자의 주석으로서, 이즈모의 실존하는 공간을 황천의 소재지로 비정하는 《고사기》와는 차이가 있는 부분이다.

### 이즈모국 풍토기 (出雲国風土記)
《이즈모국 풍토기》 이즈모 군조 우카 향 항목에는 “황천의 언덕(黄泉の坂)”・“황천의 구멍(黄泉の穴)”이라는 이름의 동굴이 적혀 있다. 이 동굴은 이즈모시 이노메 정에 위치한 이노메 동굴로 비정되는 것이 통설이다. 이노메 동굴은 1948년 발굴되어 야요이 시대에서 고훈 시대까지 이르는 인골과 부장품들이 발견되었다.

## 같이 보기
- 내세
- 명계